# Tahar Haddad
Pour les articles homonymes, voir Haddad.
Tahar Haddad (arabe : الطاهر الحداد), né le 4 décembre 1899 à Tunis,, et mort le 7 décembre 1935, est un intellectuel, syndicaliste et homme politique tunisien.
Il a milité pour l'évolution de la société tunisienne au début du XXe siècle. Il est connu pour avoir lutté activement en faveur des droits syndicaux des travailleurs tunisiens, de l'émancipation de la femme tunisienne et de l'abolition de la polygamie dans le monde arabo-musulman.
Tahar Haddad est un contemporain et ami du poète Abou el Kacem Chebbi et du syndicaliste Mohamed Ali El Hammi.

## Biographie

### Éducation
Né en 1899 à Tunis, au sein d'une modeste famille originaire du village d'El Hamma dans le sud du pays dont le père est marchand de volailles au marché central, Haddad suit une éducation traditionnelle : il étudie dans une médersa pendant six ans avant d'entrer à l'Université Zitouna, haut lieu de l'enseignement supérieur islamique, en 1911 dont il sort diplômé en 1920. Il est notamment formé par Abdelhamid Ben Badis.

### Activités syndicales
Opposé à une carrière de notaire qu'il juge trop limitative, il adhère et devient un membre actif du Destour, dès sa fondation, et prend la responsabilité de la propagande. Mais il quitte vite le parti, agacé par ses inerties internes et débute alors une carrière de journaliste tout en s'engageant dans le mouvement syndical tunisien qui émerge à cette époque. Il fonde avec Mohamed Ali El Hammi, en juin 1924, l'Association de coopération économique et participe à la mise en place de la Confédération générale des travailleurs tunisiens (CGTT) en décembre de la même année. Il fréquente alors différents milieux, aussi bien les conservateurs de la Zitouna que les modernistes de l'Association des anciens élèves du collège Sadiki et de la Khaldounia. En 1927, il publie un premier ouvrage intitulé Les Travailleurs tunisiens et la naissance du mouvement syndical où il présente un programme pour l'amélioration de la condition des travailleurs.

### Combat pour les droits des femmes: des positions avant-gardistes
En 1928 et au début de l'année 1929, Haddad écrit bon nombre d'articles portant sur l'instruction de la femme et son émancipation juridique et sociale dans le journal As-Sawab dirigé par Hédi Laâbidi. Ces écrits sont à l'origine de son ouvrage le plus connu, Notre femme dans la législation islamique et la société (1930), dans lequel il présente son programme de réforme sociétale par le biais de l'émancipation et de la libération de la femme. Haddad y développe, en s'appuyant sur de nombreuses citations du texte saint de l'islam, une lecture moderniste du Coran, « montrant que ce texte fondateur ne contient pas de prescriptions interdisant l'émancipation de la femme ». Dès lors, rien ne s'oppose à ce que la femme tunisienne dispose des droits dont disposent les Françaises : protection contre la répudiation, possibilité de refuser la polygamie ou droit au choix de l'époux. Il va même jusqu'à proposer une réforme du système successoral en proposant d'appliquer la règle de l'égalité des quotes-parts.

Dans son ouvrage de 1930, il écrit : 

« C'est ainsi que la loi musulmane avait dicté que la femme doit être à la charge de l'homme ainsi que les autres prescriptions basées sur ce principe et sur lesquelles s'appuient certains juristes pour expliquer cette différence dans le partage, notamment du fait qu'elle doit être à la charge de l'homme. Mais rien ne nous amène à croire en l'immuabilité éternelle de ce principe, d'autant que la loi musulmane avait souvent outrepassé cette difficulté en considération de l'évolution des temps [...] Aujourd'hui, la femme moderne, sous l'influence de l'esprit de son temps sur son éducation et son instruction, a pris sérieusement sa part dans la lutte de la vie, dans les domaines de l'agriculture, du commerce et de l'industrie [...] Cet aspect de l'émancipation féminine est sans doute une preuve que la condition qu'elle a supporté pendant une longue période de l'histoire n'était point inéluctablement inhérente à sa féminité. Mais seulement une longue époque qu'elle a traversé et se prépare actuellement à se mettre aux côtés de l'homme devant les responsabilités de la vie avec tout ce qu'elle comporte de bonheur et de périls. Pendant ce temps, la garde des enfants sera confiée aux jardins d'enfants, qui deviendront suffisamment nombreux. L'homme et la femme pourront alors profiter à part égales des joies de la vie et des avantages des lois. »

Pourtant, l'ouvrage provoque un véritable tollé et les idées qui y sont développées essuient une vive opposition de la part des franges les plus conservatrices de la société. Haddad fait l'objet d'une violente campagne de dénigrement de la part de membres du Destour et de la hiérarchie conservatrice de la Zitouna,, alors que c'est en s'appuyant sur un questionnaire adressé aux enseignants majeurs de la  prestigieuse université tunisienne que Haddad a conçu son œuvre. De fait, Tahar Haddad a eu le tort de développer de manière explicite toutes les implications de la lente modernisation d'une société tunisienne tétanisée par la brusque découverte de sa propre évolution : « le scandale suscité par le livre tient surtout au fait que les mutations relèvent du non-dit et doivent donc rester inavouées ».
Pendant que le conseil d'administration de la mosquée Zitouna prépare la condamnation des propos de Haddad, ses amis lui organisent le 17 octobre 1930 une réception au casino du Belvédère, à l'occasion de la parution de son ouvrage. 130 personnes sont présentes dont Zine el-Abidine Snoussi, Mahmoud El Materi et Hédi Laâbidi. Abou el Kacem Chebbi, malade, ne peut pas y assister et laisse un message écrit pour excuser son absence tandis que Mohamed Tlatli se désiste, alors qu'il devait présider la cérémonie. Il est finalement remplacé par Rachid Ben Mustapha. Néanmoins, la parution du livre interdit à son auteur toute poursuite des études entamées en 1928 à l'École de droit de Tunis,.
Tahar Haddad prend acte de son ostracisme lorsqu'il quitte la Tunisie trois ans plus tard. C'est en exil qu'il est frappé par une crise cardiaque et meurt de la tuberculose le 7 décembre 1935 dans l'isolement le plus complet.

### Héritage
Ce n'est que plusieurs années après sa mort que Haddad est réhabilité et sa contribution reconnue. En effet, ses idées sont prises en compte lors de la conception et de la promulgation, le 13 août 1956, du Code du statut personnel. Mohamed Charfi est aussi considéré comme l'un de ses héritiers et continuateurs, lui qui a écrit en 1999, Islam et liberté : le malentendu historique, où il montre le nécessaire besoin de réformes couplé à l'adoption d'une attitude moderne vis-à-vis de la religion.
Tahar Haddad a certes eu des adversaires mais également beaucoup de soutiens. Certains ont dit de lui que c'était « une personnalité dotée d'une capacité intellectuelle exceptionnelle qui est restée sans pareil dans la société tunisienne depuis Ibn Khouldoun il y a 600 ans ». Dans son livre Tahar Haddad paru en 1957, Aboulkacem Mohamed Karou déclare que « Haddad a milité avec sa plume et son esprit, sa poésie et sa prose comme personne avant lui et personne d'autre jusqu'à présent [...] Il a sacrifié sa vie pour défendre la liberté d'expression et de recherche ».

### Décorations
À titre posthume, Tahar Haddad est élevé au rang de grand officier de l'ordre de la République (première classe), et ceci à l'occasion de la commémoration du 80e anniversaire de son décès.

## Pensée
Les idées de Tahar Haddad se situent dans le prolongement du courant réformiste initié au XIXe siècle par Kheireddine Pacha, Ibn Abi Dhiaf, Mohamed Snoussi et d'autres penseurs tunisiens qui ont tous défendu l'idée de modernisme. Ses propositions en faveur de la condition féminine et de la réforme sociale en Tunisie ne peuvent être considérées comme un simple décalque du modèle européen et puisent dans ce qui s'accorde avec la charia. Dans son ouvrage majeur, Haddad prend position contre les préjudices liés au statut des femmes, qui sont selon lui injustement attribués à l'islam, et appelle à un retour à l'ijtihad. Il propose un nouvel modèle interprétatif pour réaliser l'adaptation de l'islam à la modernité, en mettant en avant une lecture dynamique des textes scripturaires. Il distingue deux niveaux dans le message prophétique, les « vérités dites immuables », qui ne sont soumises à aucune interprétation et ne peuvent être modifiées (unicité de Dieu, existence de la justice divine, jugement dernier, etc.) et les vérités à l'inverse dites muables, qui sont le reflet des coutumes des Arabes du VIIe siècle (relations matrimoniales et sociales) qui elles seraient soumises à interprétation et évolution. Il est convaincu que la religion islamique peut s'adapter en tout lieu et en tout temps. C'est pourquoi, selon lui, une réforme sociale radicale s'impose. Ses idées convergent avec celles du penseur égyptien Qasim Amin (1863-1908), auteur de La nouvelle femme.
En matière de droits civils, il montre qu'à l'origine l'islam considérait la femme comme l'égale de l'homme en termes de droits et de devoirs ; il en est ainsi dans le domaine de la propriété privée. Toutefois, la plupart des femmes confiaient leurs biens à leurs maris ou à leurs pères. Haddad rejette cette tradition et appelle les femmes à revendiquer leur droit à un contrôle complet sur leurs biens. Dans le domaine judiciaire, les femmes n'avaient pas le droit d'occuper des postes au sein du système ou d'être témoin. Haddad explique pour sa part que l'islam n'exclut pas les femmes de ces droits.
Dans le domaine de l'éducation, il indique qu'il est totalement absurde d'exclure les femmes et qu'elles devraient avoir le droit de terminer leurs études et de participer pleinement à la vie publique.
Il s'attarde ensuite sur l'institution du mariage : il appelle d'abord à libérer la femme de la tradition du mariage arrangé voire forcé. Il met aussi en lumière le fait qu'il ne peut exister de famille heureuse si les parents continuent d'arranger les mariages de leurs filles contre leur volonté. Il condamne également le système de punition connu sous le nom de Dar Joued, institution éducative de type carcéral où les femmes jugées récalcitrantes pouvaient être envoyées par leur tuteur (père, frère, mari, etc.) jusqu'à ce qu'elles se repentissent et soient disposées à se soumettre aux conditions posées par ledit tuteur. En matière de divorce, il dénonce les abus commis contre les femmes au nom de l'islam : un mari pouvait répudier son épouse sans motif ni explication, quittant souvent celle-ci et ses enfants pour une autre femme. Il suggère donc que les désaccords soient portés devant une cour de justice habilitée à dissoudre le lien matrimonial. Il explique aussi la référence coranique tolérant la polygamie, tout en appelant à son abolition en la considérant comme une pratique pré-islamique. Enfin, il critique le système inégalitaire de l'héritage qu'il juge discriminatoire, une femme n'héritant que la moitié de la part héritée par l'homme.

## Publications
- L'Éducation islamique et le mouvement de réforme à la Zitouna (ar) ;
- Les Travailleurs tunisiens et la naissance du mouvement syndical (ar) publié en 1927 et réédité en 1966 par la Maison tunisienne de l'édition ;
- Notre femme dans la législation islamique et la société publié en 1930 et réédité sous le titre Notre femme, la législation islamique et la société, Tunis, Maison tunisienne de l'édition, 1978 ;
- Œuvres complètes, Tunis, Ministère de la Culture et de la Sauvegarde du patrimoine, 1999 (trois volumes présentés et établis sous la direction d'Ahmed Khaled) ;
- Pensées, Tunis, La Presse, 1993  (ISBN 9973752031) ;
- Recueil de poèmes.

### Filmographie
- Thalathoun, film de Fadhel Jaziri, Nouveau Film Productions, Tunis, 2008